# باسق (اسم)
باسق هو اسم علم مذكر من أصل عربي، ومعناه هو الطويل الممشوق، الذي يعلو أنداده بالفضل.

## وصلات خارجية
- موسوعة السلطان قابوس لأسماء العرب